# مفاعل اختبار متقدم

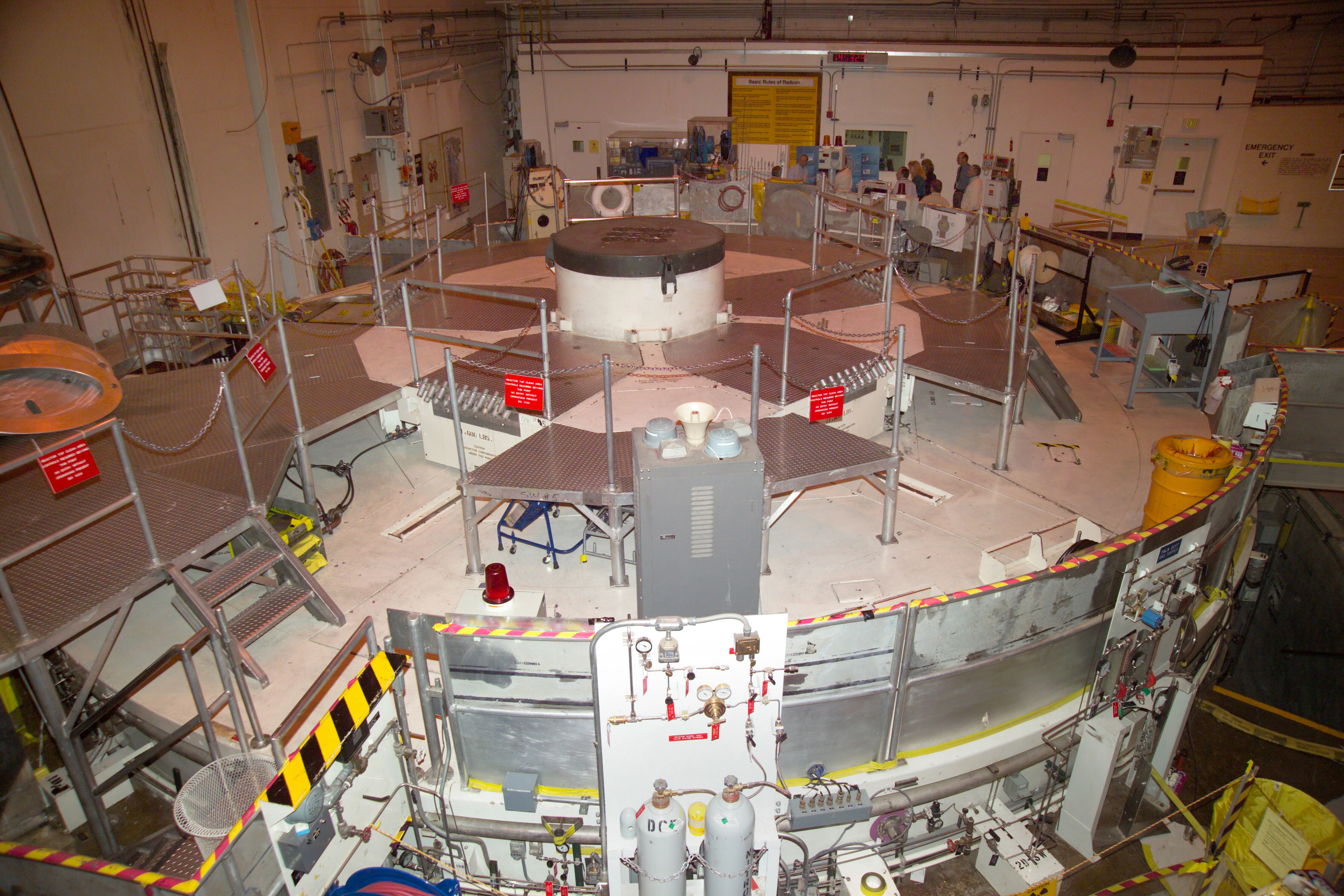
مفاعل اختبار متقدم

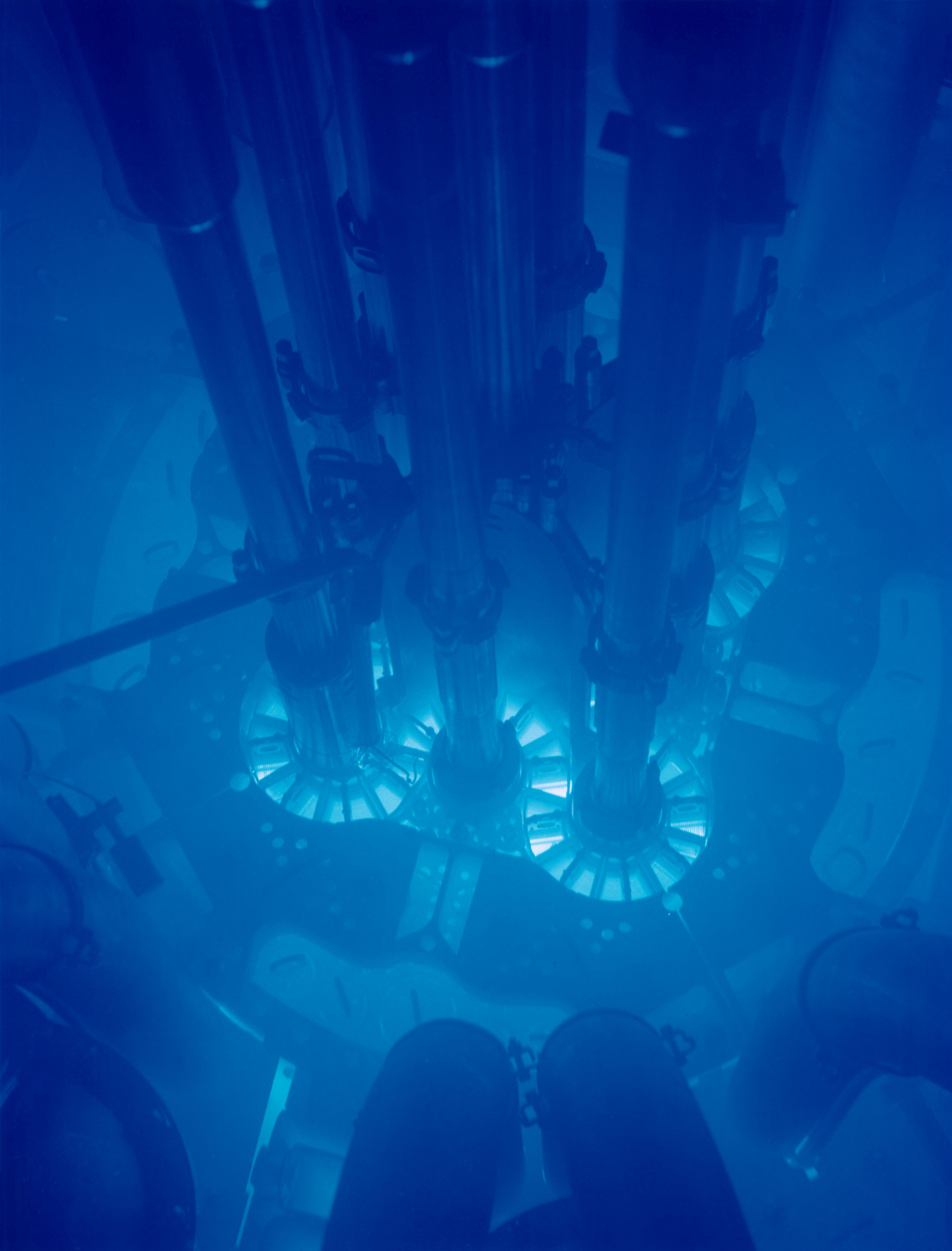
لوحات الوقود متوهجة زرقاء لامعة وهذا يرجع إلى إشعاع شيرينكوف ، الذي ينبعث الفوتونات في النطاق الأزرق والأشعة فوق البنفسجية.

مفاعل الاختبار المتقدم هو مفاعل بحثي في مختبر أيداهو الوطني الواقع شرق أركو بولاية أيداهو.

## التصميم
تم تصميم هذا المفاعل ويستخدم لاختبار الوقود النووي والمواد المستخدمة في محطات توليد الطاقة والدفع البحري والبحوث والمفاعلات المتقدمة.

## القدرة
يمكن أن تعمل بقدرة قصوى تبلغ 250 ميجاوات من الطاقة الحرارية ويسمح التصميم الفريد بتدفقات نيوترونية مختلفة (عدد النيوترونات التي تؤثر على سنتيمتر مربع واحد كل ثانية) في مواقع مختلفة.
تسمح ستة من مواقع الاختبار بعزل التجربة عن نظام التبريد الأساسي مما يوفر بيئتها الخاصة لدرجة الحرارة والضغط والتدفق والكيمياء مما يكرر البيئة المادية مع تسريع الظروف النووية.

## المفاعل
مفاعل اختبار متقدم هو عبارة عن مفاعل يعمل بالماء الخفيف المضغوط ويستخدم الماء كمبرد وسيط.
يحيط بالجسم عاكس نيوترون بريليوم لتركيز النيوترونات على التجارب ويعمل عند درجة حرارة وضغط منخفضين 71 درجة مئوية (160 درجة فهرنهايت) وضغط مياه يصل إلى 2,69 ميجا باسكال.
بالإضافة إلى دوره في الوقود النووي وتشعيع المواد، فإن مفاعل الاختبار المتقدم هو المصدر المحلي الوحيد للولايات المتحدة للنشاط العالي النوعية وكوبالت-60 للتطبيقات الطبية ويستخدم كوبالت-60 في المقام الأول في علاج غاما لسرطان الدماغ.